# Радиограмма

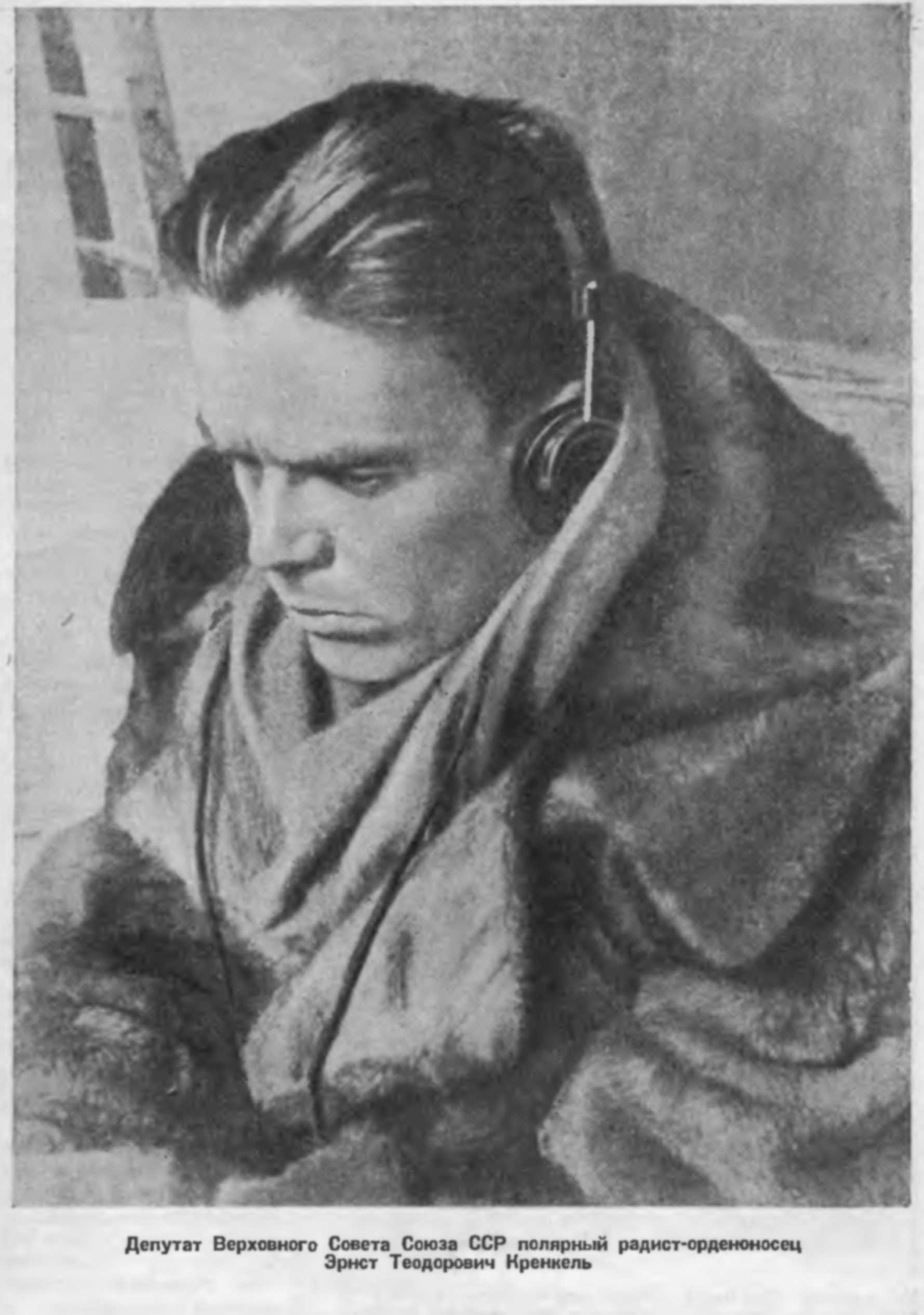
Э. Т. Кренкель на льдине в Арктике, принимает правительственное сообщение полярникам СП-1

Радиограмма — разновидность радиосообщения, передаваемого голосом или посредством сигнального алфавита отправляющим, и фиксируемого принимающим на бумаге. В отличие от телеграммы, радиограмма может адресоваться нескольким станциям-абонентам, как конкретно поименованным передающей станцией, так и «всем станциям», работающим на частоте передающей. Была распространена в эпоху развития радио, для связи с удалёнными абонентами в местах, куда невозможно или затруднительно было проложить линии проводной телефонной или телеграфной связи, например, в горных районах, островах, аэродромах, кораблях, самолётах, дирижаблях, с военными, моряками, полярниками, геологами, археологами, нефтяниками, золотодобытчиками, оленеводами, исследователями тундры и прочими. Также под радиограммами в более позднее время стали понимать телеграммы, передаваемые по беспроводным телеграфным коммуникациям при помощи телеграфного кода.

## История

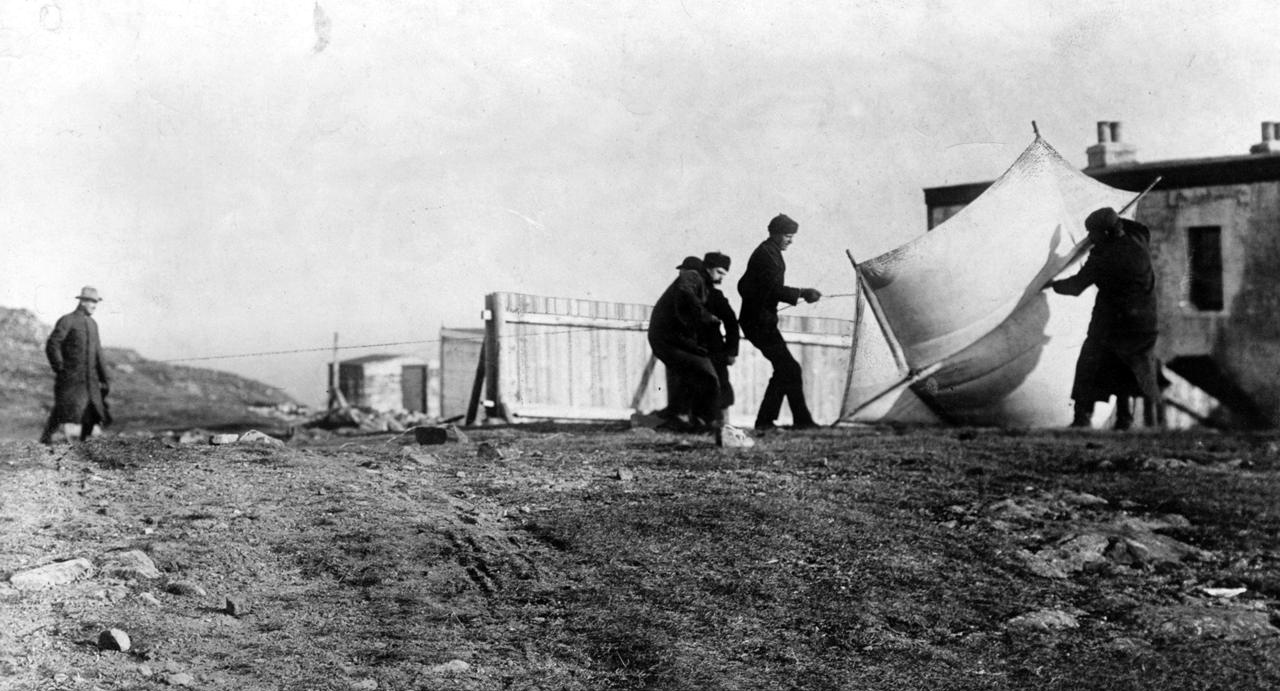
Подъём антенны для приёма первой в истории межконтинентальной радиотелеграммы

Первой межконтинентальной (трансатлантической) радиограммой было сообщение, отправленное Гульельмо Маркони 12 декабря 1901 года: сообщение, отправленное на частоте около 850 кГц станцией в Полду, графство Корнуолл в Юго-Западной Англии, было принято воздушным приёмником, смонтированном на большом воздушном змее («левиторе» по терминологии авиатора Б. Баден-Пауэлла), поднятом на высоту 150 метров с холма Сигнал-Хилл, возле города Сент-Джонс на острове Ньюфаундленд (в то время являвшемся британской колонией), от точки передачи до точки приёма радиосигнал преодолел расстояние в 3,5 тыс. км.

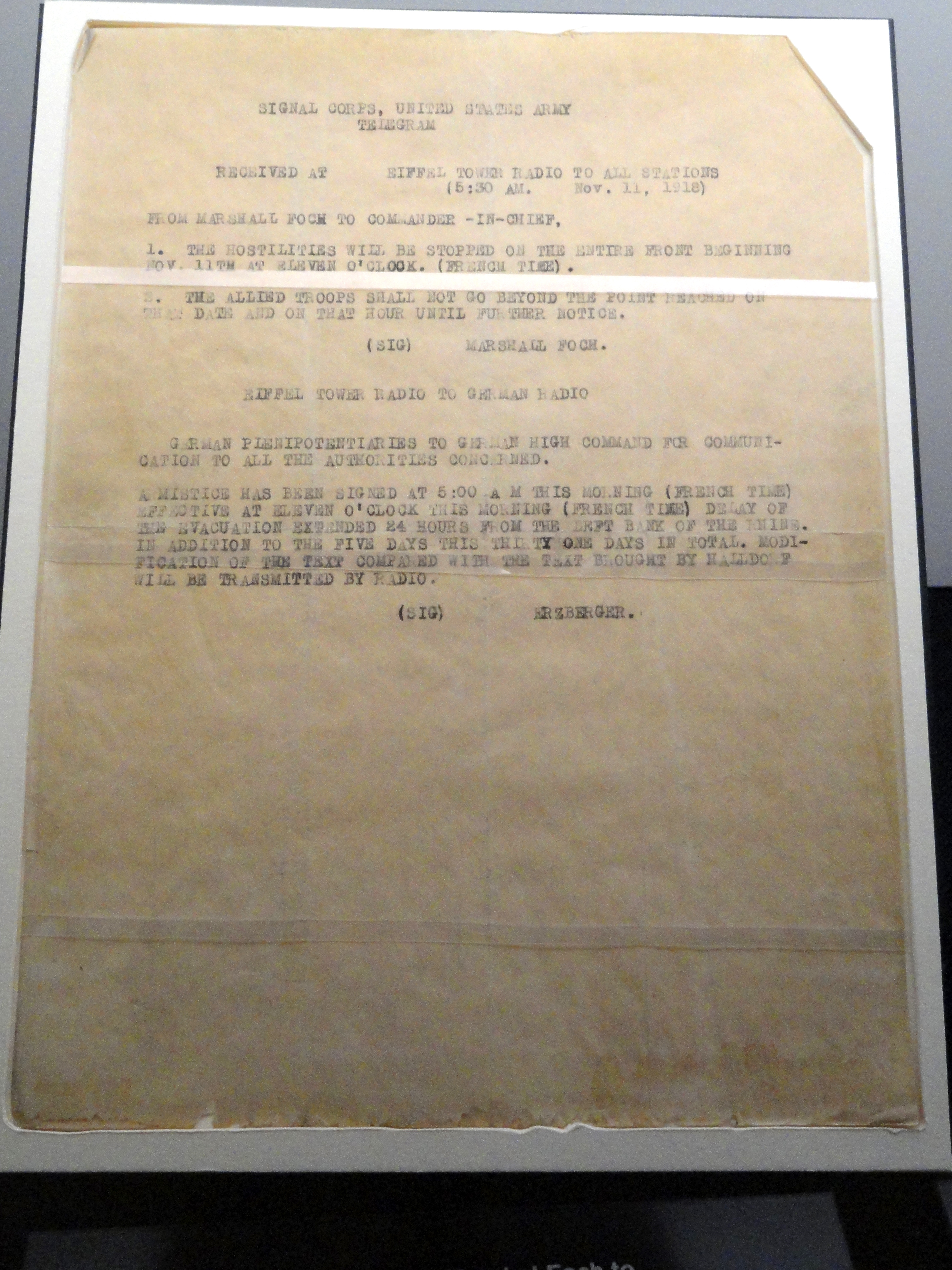
Переданная с Эйфелевой башни радиограмма командующему сражающимися войсками Американского экспедиционного корпуса генералу Першингу от Главнокомандующего союзными войсками маршала Фоша о немедленном прекращении огня в связи с капитуляцией противника

Для своего времени (начало XX века) технологии связи при помощи радиограмм были прорывными и применялись для передачи важных правительственных сообщений из центра на периферию, всем радиостанциям работающим на оговоренной частоте. В дальнейшем её стали применять для точечной адресной радиосвязи с удалёнными абонентами, например с полярниками на льдине.

## Приём радиограмм
Для приёма радиограмм всегда выделялись дежурные радисты, дежурившие у радиостанции с журналом для записи текста радиограмм, времени их получения и адресатов, которым они предназначались.